# Cârța, Harghita
Cârța (în maghiară Karcfalva, alternativ Csíkkarcfalva) este satul de reședință al comunei cu același nume din județul Harghita, Transilvania, România.

## Așezare
Localitatea Cârța este situată în partea central-estică a județului Harghita, în Depresiunea Ciucului, pe cursul superior al Oltului, la 25 km. distanță de municipiul Miercurea Ciuc, pe drumul județean 125, Ineu - Cârța - DN12 - Dănești.

## Scurt istoric
Prima atestare documentară datează din anul 1566 sub denumirea de Karchijfalva, dar săpăturile arheologice făcute de-a lungul timpului aduc dovezi materiale ale existenței omului aici încă din cele mai vechi timpuri, astfel lângă zidul bisericii s-a descoperit un depozit de bronz format dintr-n fragment de căldare cu toartă dublă și răsucită, cești de bronz, o spadă scurtă și o figurină de bronz, materiale datate în Hallstatt B2. În locul numit "Selymék", cu prilejul unor lucrări agricole au fost culese mai multe fragmente de vase lucrate cu mâna și la roată de factură dacică din secolele II î.d.Hr. - I d.Hr. precum și bucăți de zgură de fier de la un cuptor de reducere a minereului (Periegheza P. Iános).
Între anii 1762 - 1851 localitarea a făcut parte din Compania a X-a, a Primului Regiment Secuiesc de Infanterie.
Satul Cârța a aparținut începând cu anul 1876 de Comitatul Ciuc, apartenență ce încetează în anul 1920 odată cu semnarea Tratatului de la Trianon, tratat ce prevedea stabilirea frontierelor Ungariei cu vecinii săi, urmând ca în perioada interbelică să facă parte din Județul Ciuc.

## Economie
Economia localității este bazată în mod special pe agricultură prin cultivarea terenurilor și creșterea animalelor, exploatarea fânețelor, exploatarea și prelucrarea primară a lemnului, activități meșteșugărești, precum și comerțul cu produse agricole, servicii și agroturism.

## Obiective turistice

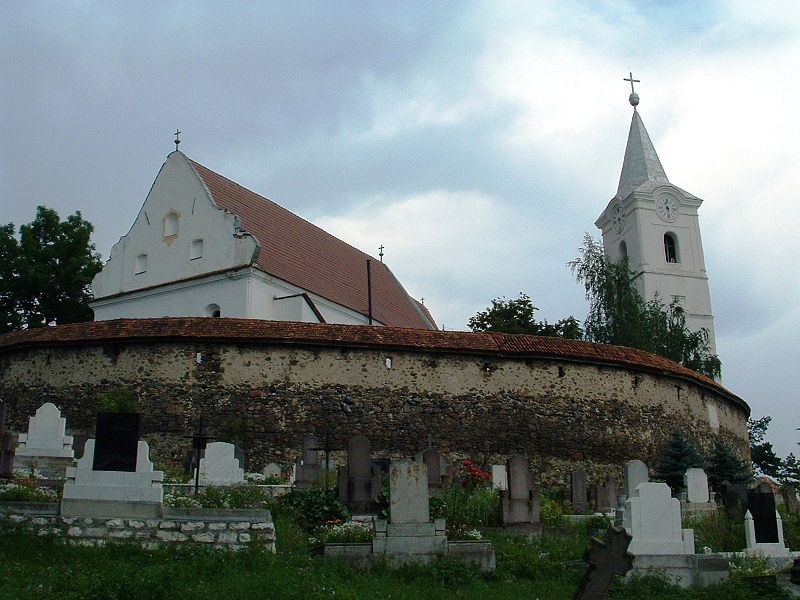
Biserica fortificată din Cârța

- Biserica romano-catolică din Cârța, lăcaș fortificat din sec. al XIV-lea, construit în stilul goticului târziu. Corul prezintă nervuri încopciate în chei de boltă decorate cu reliefuri. Lăcașul este înconjurat de o incintă fortificată de plan inelar, cu turn de poartă protejat de un zid scut. În biserică se păstrează o cristelniță și un tabernacol gotic.
- Băile Madicsa

## Personalități
- Albert-László Barabási - fizician, om de știință
- Kelemen Hunor - poet, publicist, prozator, politician

## Localității înfrățite
- Helvécia, Ungaria